# Transfeminismus
Transfeminismus ist eine Strömung innerhalb des Feminismus, die sich für die Belange von transgeschlechtlichen Menschen einsetzt. Ziel des Transfeminismus ist es, die Lebensrealität von und die Akzeptanz für Trans-Menschen zu verbessern, Transfeindlichkeit abzubauen und auf gesellschaftliche Probleme in diesem Zusammenhang aufmerksam zu machen.

## Geschichte
Bestrebungen nach Anerkennung der Existenz von Transidentität und somit auch nach deren Entkriminalisierung datieren zurück auf die Zeit der Weimarer Republik. Zu nennen sind hier insbesondere Magnus Hirschfeld und das von ihm geleitete Institut für Sexualwissenschaft, die erstmals die Existenz eines „Dritten Geschlechts“ außerhalb der etablierten Geschlechterrollen von Mann und Frau postulierten. Hirschfeld zufolge sind die Geschlechter nicht strikt voneinander getrennt, sondern „im Gegenteil, die stets vorhandene Verschmelzung beider in einem, [...] dieser Monismus der Geschlechter ist der Kernpunkt für Entstehung und Wesen der Persönlichkeit.“ Da er darstellte, dass das „Umkleiden“ transgeschlechtlicher Menschen von immenser Bedeutung für sie sei, machte er seinen Einfluss als Arzt geltend und stellte Atteste aus, die es transgeschlechtlichen Menschen erlaubten, sich bei der Polizei eine Erlaubnis, den sogenannten Transvestitenschein, zu holen, sich wie das je andere Geschlecht zu kleiden. Dies war insbesondere nötig, um der Strafverfolgung wegen Erregung öffentlichen Ärgernisses zu entgehen, worunter Transvestismus fiel, sollte die Person in eine Polizeikontrolle oder ähnliches geraten.

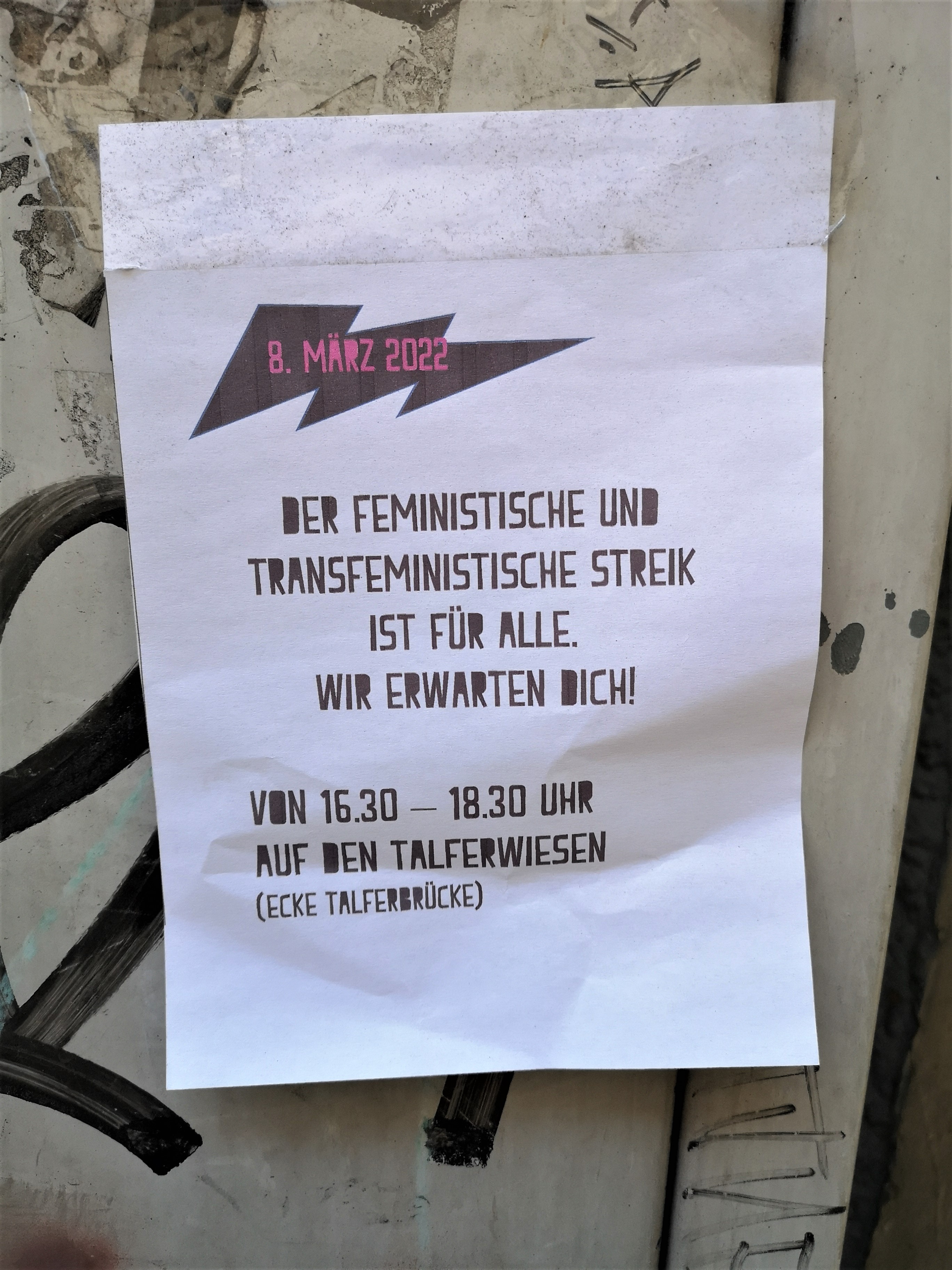
Feministisch-transfeministischer Streikaufruf in Bozen, 8. März 2022

1958 gelang es Jacqueline Charlotte Dufresnoy nach einer geschlechtsangleichenden Operation, die damals aufgrund des in Frankreich geltenden Rechts in Casablanca durchgeführt werden musste, eine Änderung des Namens und des Geschlechtseintrages zu beantragen, der stattgegeben wurde.
Da Operationen zur chirurgischen Geschlechtsanpassung zu jener Zeit in weiten Teilen Europas und in den USA verboten waren, mussten viele Betroffene in den Sechziger (und Siebziger) Jahren ins Ausland reisen, vor allem nach Casablanca zu Georges Burou und nach Mexiko. In weiten Teilen der Gesellschaft wurden trans Menschen als psychisch krank angesehen, zwangshospitalisiert, und es wurde versucht, mit verschiedenen Therapiemethoden diese vermeintliche Krankheit zu „kurieren“.
1970 gründeten Marsha P. Johnson und Sylvia Rivera in New York City die Aktivistengruppe Street Transvestite Action Revolutionaries, deren Ziel es war, obdachlose trans Personen und Drag Queens zu unterstützen.
2021 wurden mit Tessa Ganserer und Nyke Slawik erstmals zwei trans Frauen in den deutschen Bundestag gewählt.